# Förbannelsen fortsätter – The Grudge 2
Förbannelsen fortsätter – The Grudge 2 är en japansk skräckfilm från 2003 i regi av Takashi Shimizu. Filmen är en uppföljare till Förbannelsen – The Grudge (2002).